# 고지마 가즈오

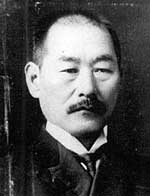
고지마 가즈오

고지마 가즈오(古島一雄)는 일본의 언론인, 정치인이다.

## 같이 보기
- 낭인회
- 오가타 다케토라